# Địch Long
Địch Long (狄龍) tên thật là Đàm Phú Vinh (譚富榮) (sinh ngày 19 tháng 8 năm 1946) là một nam diễn viên nổi tiếng của Hồng Kông. Từ cuối thập niên 1960 đến thập niên 1970, ông là một trong những ngôi sao võ thuật hàng đầu tại Hồng Kông và Châu Á. Ông đã đóng vai chính trong hơn 70 bộ phim cho hãng Thiệu thị huynh đệ với các phim nổi bật của đạo diễn Trương Triệt như: Đại quyết đấu (1971), Vô địch quyền vương (Quyền Kích) (1971), Thích Mã (1973),... Ông cũng nổi tiếng với các vai diễn trong loạt phim Cổ Long của đạo diễn Sở Nguyên như Thiên nhai minh nguyệt đao (1976), Sở Lưu Hương (1977), Đa tình kiếm khách, vô tình kiếm (1977),... Trong thập niên 1980, ông ghi dấu ấn với vai Tống Tử Hào trong bộ phim kinh điển Anh hùng bản sắc (1986).

## Tiểu sử
Địch Long sinh ra trong một gia đình nghèo làm nghề chài lưới tại xã An Thư, tỉnh Quảng Đông, Trung Quốc (nay là thành phố Thâm Quyến, tỉnh Quảng Đông). Năm 4 tuổi, gia đình ông gồm có 4 thành viên: cha mẹ, em gái và ông đã chuyển sang Hồng Kông sinh sống. Ông từng tốt nghiệp tại trường Eton School ở Hồng Kông. Năm 11 tuổi, ông phải nghỉ học để phụ giúp gia đình sau khi cha ông qua đời vì tai nạn giao thông. Ban đầu ông làm người giao hàng tại một tiệm tạp hóa, thường xuyên đi giao sữa, báo, hay các loại tạp phẩm. Sau đó, đến năm 17 tuổi, ông đi học nghề và làm thợ may tại một nhà may trong một khoảng thời gian. Cũng trong khoảng thời gian này, ông bắt đầu theo học Vịnh Xuân quyền của sư phụ Jiu Wan từ lời giới thiệu của một người bạn. Lúc đó, ông không nghĩ học võ để đóng phim mà để đối phó với nhóm lưu manh đường phố mà ông hay va chạm. Năm 1968, Địch Long tình cờ đọc được một mẫu quảng cáo của hãng phim Shaw Brothers (Thiệu thị huynh đệ), ngay lập tức ông đã đăng ký dự tuyển và trúng tuyển vào lớp đào tạo diễn xuất của Thiệu thị huynh đệ.

## Sự nghiệp

### Diễn viên
Sau khi trúng tuyển vào Thiệu thị huynh đệ, ngoài việc được học diễn xuất, Địch Long vẫn tiếp tục theo học Vịnh Xuân quyền với sư phụ Jiu Wan, bậc thầy số 1 của môn võ này. Khi nói về Địch Long, sư phụ Jiu Wan từng phát biểu: "Đó là một cậu bé có tố chất học võ với một thân thể khỏe mạnh, sự thông minh hơn người, động tác chân rất nhanh và là người luôn tập luyện rất chăm chỉ". Ngoài ra, ở Thiệu Thị, ông còn được dạy cưỡi ngựa và các môn võ khác như Judo, Muay Thái, Taekwondo, Wushu,... Kết thúc khóa học, ông nhận được một vai phụ trong bộ phim Độc thủ đại hiệp tái xuất giang hồ của đạo diễn Trương Triệt, diễn viên Vương Vũ thủ vai chính. Ngay lập tức, đạo diễn Trương Triệt đã nhìn thấy được tiềm năng của Địch Long và đề cử Địch Long với ban giám đốc của hãng trong dự án kế tiếp của ông là phim Dead End (Xử Giác), một chế tác lớn của hãng lúc đó. Sau đó, ông đã được chọn sau khi xuất sắc vượt qua nhiều ứng cử viên tại vòng casting cho vai chính Trương Thuần trong bộ phim Dead End (Xử Giác) của đạo diễn Trương Triệt. Trong phim, ông đóng chung với các bạn diễn như Lý Thanh, Khương Đại Vệ và đàn anh Trần Hồng Liệt. Chính vai diễn này là bệ phóng giúp cho Địch Long sau đó trở thành một trong những gương mặt nổi tiếng nhất của dòng phim võ hiệp kinh điển. Ông cũng thường xuyên cộng tác với các diễn viên nổi tiếng khác như Khương Đại Vệ, Phó Thanh, Cốc Phong, Trần Quang Thái, và các ngôi sao khác của Thiệu Thị. Địch Long thường được giao các vai chưng diện bảnh bao, người hùng có vẻ ngoài cao sang quý tộc cũng như có khả năng về võ thuật. Địch Long cũng là diễn viên được trả thù lao cao nhất tại Hồng Kông và là ngôi sao được yêu thích nhất trong thập niên 1970 của màn ảnh rộng Châu Á.
Vào những năm đầu của thập niên 1970, Địch Long nổi danh với loạt phim của đạo diễn Trương Triệt và cùng với Khương Đại Vệ trở thành cặp đôi vô cùng ăn ý trên màn ảnh, và ba người bao gồm đạo diễn Trương Triệt, Địch Long và Khương Đại Vệ được mệnh danh là bộ ba thép (The Iron Triangle). Những phim nổi bật nhất của ông trong thời kỳ này bao gồmː Ưng Vương, Vô địch quyền vương, Đại quyết đấu, Bảo tiêu, Thập tam thái bảo, Ác khách, Đại Hải Đạo, Khoái Hoạt Lâm,... và đặc biệt với vai Mã Tân Di trong bộ phim Thích Mã đã giúp ông mang về thành công vang dội tại phòng vé cũng như nhận được giải thưởng đặc biệt cho màn trình diễn xuất sắc tại Liên hoan phim Kim Mã lần thứ 11 tại Đài Loan và giải Diễn xuất đặc biệt do ban giám khảo bình chọn tại Liên hoan phim châu Á-Thái Bình Dương (Giải thưởng Điện ảnh Châu Á) đều vào năm 1973. Năm 1975, ông cũng đoạt giải diễn viên mới xuất sắc tại Liên hoan phim châu Á-Thái Bình Dương nhờ vai vua Quang Tự trong phim Khuynh quốc khuynh thành của đạo diễn Lý Hàn Tường.
Tiếp theo sau đó, Địch Long cũng hợp tác với những đạo diễn tên tuổi khác như Lưu Gia Lương, Sở Nguyên, Tôn Trọng, Đường Giai... Trong đó ông đã đóng vai chính trong loạt phim Cổ Long của đạo diễn Sở Nguyên rất ăn khách như Tiêu thập nhất lang, Bạch ngọc lão hổ, Thiên nhai minh nguyệt đao,... mà nổi bật với vai Sở Lưu Hương trong bộ phim cùng tên Sở Lưu Hương (1977) (phim còn có hai phần tiếp theo là Biên phúc truyền kỳ (1978) và Sở Lưu Hương đại náo Linh Sơn Trang (1982)), và vai Lý Tầm Hoan trong phim Đa tình kiếm khách, vô tình kiếm (tức Tiểu lý phi đao) (1977) (phần tiếp theo là Ma kiếm hiệp tình (hay còn gọi là Tiểu lý phi đao tái xuất giang hồ) (1981)). Loạt phim của Cổ Long do Địch Long đóng chính ăn khách đến mức người ta gọi Cổ Long, Sở Nguyên và Địch Long là bộ ba không thể tách rời khi nhắc đến dòng phim võ hiệp trinh thám của Cổ Long. Với đạo diễn Tôn Trọng, ông cũng có hai phim nổi bật là Phong lưu đoạn kiếm tiêu dao (1979) và đặc biệt là Lãnh huyết thập tam ưng (1978), bộ phim đã mang về cho ông giải Nam diễn viên chính xuất sắc tại Liên hoan phim châu Á-Thái Bình Dương lần thứ 25 vào năm 1979. Với đạo diễn Đường Giai, ông có hai tác phẩm cực kỳ ăn khách trong thập niên 1980 là Truyền nhân Thiếu Lâm (1983) và Hồng Quyền Đại Sư (1984).
Sau khi rời Thiệu Thị trong những năm 1980, sự nghiệp của Địch Long có thời gian bị tuột dốc, ông phải sang Đài Loan đóng phim một thời gian. Cho đến năm 1986, khi ông được mời đóng vai chính trong phim Anh hùng bản sắc của đạo diễn Ngô Vũ Sâm, đóng chung với Châu Nhuận Phát và Trương Quốc Vinh. Trong phim, ông đóng vai Tống Tử Hào - một thành viên của tổ chức xã hội đen. Bộ phim khi ra mắt đã đạt kỷ lục về doanh thu phòng vé cũng như giúp Địch Long lấy lại vị thế của mình trong làng showbiz, mặc dù nó buộc ông phải thay đổi hình tượng quen thuộc là thanh niên trẻ tuổi đẹp trai võ công cao cường trong các phim võ hiệp sang làm một anh hùng gangster. Phim cũng giúp ông giành được giải Ảnh đế tại Liên hoan phim Kim Mã lần thứ 23 vào năm 1986. Năm 1987, ông tham gia phim Anh hùng bản sắc 2.
Đến giữa thập niên 1990, Địch Long có vai diễn đáng chú ý trong phim Túy quyền II cùng với Thành Long. Trong phim, ông đóng vai Hoàng Kỳ Anh, cha của huyền thoại võ thuật Hoàng Phi Hồng. Khoảng giữa năm 1994-1995, Địch Long đóng vai chính trong phim Bao Thanh Thiên - phiên bản Bao Công của đài truyền hình Hồng Kông TVB. Vào thời điểm phim được phát sóng trên truyền hình Hồng Kông, nhiều fan hâm mộ tại Đại lục và Hồng Kông đã so sánh Bao Công của TVB với Bao Công của Kim Siêu Quần - phiên bản của Đài Loan. Đến năm 1999, ông trở lại màn ảnh rộng với vai sếp Long trong phim Lưu tinh ngữ (The Kid). Vai diễn giúp ông mang về giải Nam diễn viên phụ xuất sắc nhất tại Liên hoan phim Kim Tượng lần thứ 19 vào năm 2000.
Năm 2007, Địch Long nhận được giải Thành tựu trọn đời tại Liên hoan phim Kim Tử Kinh. Ông cũng từng cộng tác với Lưu Đức Hoa trong phim Tam quốc chí: Rồng tái sinh trong vai Quan Vũ. Từ đó, ông thỉnh thoảng nhận đóng một vài phim truyền hình. Đến năm 2015, ông đóng vai chính trong phim Tôi đến từ New York (The Kid from the Big Apple), bộ phim giúp ông nhận được giải Ảnh đế tại Liên hoan phim quốc tế Macau lần thứ 7.

### Đạo diễn
Vào giữa những năm 1970, được sự hỗ trợ từ người thầy là đạo diễn Trương Triệt, Địch Long cùng với ngôi sao Khương Đại Vệ cũng thử sức với vai trò đạo diễn kiêm diễn viên chính trong các phim Young Lovers on Flying Wheels (1974) và The Young Rebel (1975) - bộ phim kể về cuộc đời của chính Địch Long được ông đưa lên màn ảnh.

## Sự ra đời nghệ danh Địch Long
Từ nhỏ Địch Long là fan hâm mộ của huyền thoại điện ảnh Pháp Alain Delon, vì vậy ông đã yêu cầu nhà sản xuất chọn cho mình một nghệ danh gần giống với Alain Delon để hi vọng sẽ thành công như thần tượng của ông. Một ngày nọ, một thư ký của hãng phim đã tìm cho ông một cái tên là Địch Long - "Địch" là một cái tên may mắn, "Long" có nghĩa là con rồng.

## Đời tư
Địch Long kết hôn với hoa hậu kiêm diễn viên Đào Mẫn Minh vào năm 1975. Vợ ông là người gốc Thượng Hải, hai người quen nhau từ năm 1970, khi ông mới 24 tuổi, còn vợ ông mới 14 tuổi, hai người cách nhau 10 tuổi. 5 năm sau khi kết hôn, hai người có một người con trai là Đàm Tuấn Ngạn, hiện nay cũng là diễn viên. Địch Long cũng là cậu ruột của hai diễn viên kiêm MC nổi tiếng Hồng Kông Jerry Lamb (Lâm Hiểu Phong) và Jan Lamb (Lâm Hải Phong).

## Các phim đã đóng

### Điện ảnh
| Năm  | Tựa phim                                                                                   | Tựa tiếng Anh                     | Vai diễn                        | Ghi chú                                             |
| ---- | ------------------------------------------------------------------------------------------ | --------------------------------- | ------------------------------- | --------------------------------------------------- |
| 1969 | Độc thủ đại hiệp tái xuất giang hồ (獨臂刀王)                                              | Return of the One-Armed Swordsman | Lục Hồng                        |                                                     |
| 1969 | Tử giác (死角)                                                                             | Dead End                          | Trương Thuần                    |                                                     |
| 1969 | Bảo tiêu (保鏢)                                                                            | Have Sword, Will Travel           | Hướng Định                      |                                                     |
| 1970 | Báo thù (報仇)                                                                             | Vengeance!                        | Quan Ngọc Lâu                   |                                                     |
| 1970 | Thập tam thái bảo (十三太保)                                                               | The Heroic Ones                   | Sử Kính Tư                      |                                                     |
| 1970 | 小煞星                                                                                     | The Singing Killer                | nhạc sĩ                         | khách mời                                           |
| 1971 | Ưng Vương (鷹王)                                                                           | King Eagle                        | Ưng Vương / Tần Phi             |                                                     |
| 1971 | Tân độc thủ đại hiệp (新獨臂刀)                                                            | The New One-Armed Swordsman       | Phong Tuấn Kiệt                 |                                                     |
| 1971 | The Duel /大決鬥/ Đại quyết đấu                                                            |                                   | Đường Nhân Kiệt                 |                                                     |
| 1971 | The Anonymous Heroes /無名英雄/ Vô danh anh hùng                                           |                                   | Điền Hổ                         |                                                     |
| 1971 | Duel of Fists /拳擊/ Vô địch quyền vương (Quyền kích)                                      |                                   | Văn Liệt                        |                                                     |
| 1971 | Deadly Duo /雙俠/Song hiệp                                                                 |                                   | Bảo Đình Thiên                  |                                                     |
| 1972 | Angry Guest /惡客/ Tân vô địch quyền vương (Ác khách)                                      |                                   | Văn Liệt                        |                                                     |
| 1972 | The Water Margin /水滸傳/ Thủy Hử truyện                                                   |                                   | Võ Tòng                         |                                                     |
| 1972 | Trilogy of Swordsmanship /群英會/Hội quần anh                                              |                                   | Từ Sĩ Anh                       | Phần 3: "White Water Strand" (白水灘)/ Bờ Thủy Bạch |
| 1972 | Young People /年輕人/ Niên khinh nhân (Người trẻ tuổi)                                     |                                   | Lâm Đạt                         |                                                     |
| 1972 | The Delightful Forest /快活林/ Khoái hoạt lâm                                              |                                   | Võ Tòng                         |                                                     |
| 1972 | Four Riders /四騎士/ Tứ kỵ sĩ (Tứ đại thiên vương)                                         |                                   | Phùng Hà                        |                                                     |
| 1973 | The Blood Brothers /刺馬/ Thích Mã                                                         |                                   | Mã Tân Di                       |                                                     |
| 1973 | The Generation Gap /叛逆/ Nghịch tử                                                        |                                   | Lăng Chiêu                      |                                                     |
| 1973 | The Pirate /大海盜/ Đại Hải Đạo                                                            |                                   | Trương Bảo Tử                   |                                                     |
| 1974 | The Drug Addict /吸毒者/ Kẻ nghiện ma túy                                                  |                                   | Quan Chính Quần                 |                                                     |
| 1974 | Shatter                                                                                    |                                   | Tai Pah                         |                                                     |
| 1974 | Five Shaolin Masters /少林五祖/ Thiếu Lâm ngũ tổ                                           |                                   | Thái Đức Trung                  |                                                     |
| 1974 | The Two Faces of Love /小孩與狗                                                            |                                   |                                 | khách mời                                           |
| 1974 | The Savage Five /五虎將/ Ngũ hổ tướng                                                      |                                   | Phương Nhất Phi                 |                                                     |
| 1974 | Xe máy (Bánh xe cuộc đời) (電單車)                                                         | Young Lovers on Flying Wheels     | Tống Đạt                        | Đạo diễn kiêm diễn viên chính                       |
| 1975 | The Young Rebel/ Hậu sinh                                                                  |                                   | Căn Lai                         | Đạo diễn và tác giả kịch bản                        |
| 1975 | All Men Are Brothers/ Hậu thủy hử truyện                                                   |                                   | Võ Tòng                         |                                                     |
| 1975 | Black Magic/ Tà thuật I                                                                    |                                   | Hứa Nặc                         |                                                     |
| 1975 | The Empress Dowager/ Khuynh quốc khuynh thành                                              |                                   | Vua Quang Tự                    |                                                     |
| 1976 | The Last Tempest/ Doanh đài khấp huyết                                                     |                                   | Vua Quang Tự                    |                                                     |
| 1976 | 7 Man Army / Bát đạo lâu tử                                                                |                                   | tiểu đoàn trưởng Ngô Siêu Chinh |                                                     |
| 1976 | Shaolin Temple/ Hòa thượng Thiếu Lâm Tự                                                    |                                   | Thái Đức Trung                  |                                                     |
| 1976 | The Snake Prince / Xà hoàng tử                                                             |                                   | Xà hoàng tử                     |                                                     |
| 1976 | Black Magic Part 2/ Tà Thuật 2                                                             |                                   | Kỳ Chung Bình                   |                                                     |
| 1976 | The Magic Blade/ Thiên nhai minh nguyệt đao                                                |                                   | Phó Hồng Tuyết                  |                                                     |
| 1977 | Clans of Intrigue / Sở Lưu Hương                                                           |                                   | Sở Lưu Hương                    |                                                     |
| 1977 | Pursuit Of Vengeance/ Biên thành lãng tử                                                   |                                   | Phó Hồng Tuyết                  |                                                     |
| 1977 | Death Duel / Tam thiếu gia                                                                 |                                   | Phó Hồng Tuyết                  | khách mời                                           |
| 1977 | The Flying Guillotine 2/ Huyết Trích Tử 2                                                  |                                   | Mã Đằng                         |                                                     |
| 1977 | Inheritor of Kung Fu / Truyền nhân công phu                                                |                                   |                                 |                                                     |
| 1977 | The Jade Tiger / Bạch ngọc lão hổ                                                          |                                   | Triệu Vô Kỵ                     |                                                     |
| 1977 | The Naval Commandos                                                                        |                                   | Đội trưởng Liang Guan-qin       |                                                     |
| 1977 | The Sentimental Swordsman/ Đa tình kiếm khách, vô tình kiếm                                |                                   | Lý Tầm Hoan                     |                                                     |
| 1977 | The Brave Archer                                                                           |                                   | Duan Zhixing                    |                                                     |
| 1978 | The Avenging Eagle / Lãnh huyết thập tam ưng                                               |                                   | Hắc ưng Thích Minh Tinh         |                                                     |
| 1978 | Legend of the Bat/Sở Lưu Hương: Biên phúc truyền kỳ                                        |                                   | Sở Lưu Hương                    |                                                     |
| 1978 | Soul of the Sword / Kiếm hồn (Sát tuyệt)                                                   |                                   | Vô Danh                         |                                                     |
| 1978 | Swordsman and Enchantress / Tiêu thập nhất lang                                            |                                   | Tiêu thập nhất lang             |                                                     |
| 1979 | The Deadly Breaking Sword/ Phong lưu đoạn kiếm tiêu dao                                    |                                   | Đoạn Trường Thanh               |                                                     |
| 1979 | The Kung Fu Instructor/ Công phu giáo đầu                                                  |                                   | Vương Dương                     |                                                     |
| 1979 | Ten Tigers from Kwangtung / Quảng Đông thập hổ                                             |                                   | Lê Nhân Siêu                    |                                                     |
| 1980 | The Convict Killer/ Sát Thủ Xích Sắt (Tam thiết xích)                                      |                                   | Đặng Bưu                        |                                                     |
| 1980 | The Heroes/ Thiếu Lâm anh hùng                                                             |                                   | Cao Phi Dương                   |                                                     |
| 1980 | Return of the Sentimental Swordsman/ Tiểu lý phi đao tái xuất giang hồ (Ma kiếm hiệp tình) |                                   | Lý Tầm Hoan                     |                                                     |
| 1981 | The Brave Archer 3                                                                         |                                   | Duan Zhixing                    |                                                     |
| 1981 | Emperor and His Brother / Thư kiếm ân cừu lục                                              |                                   | Trần Gia Lạc                    |                                                     |
| 1981 | The Battle for the Republic of China / 辛亥雙十                                            |                                   | Đặng Ngọc Lân                   |                                                     |
| 1982 | Clan Feuds / Anh hùng Đại Kỳ                                                               |                                   | Thiết Trung Đường               |                                                     |
| 1982 | Shaolin Prince / Truyền nhân Thiếu Lâm                                                     |                                   | Đạo Hành                        |                                                     |
| 1982 | Tiger Killer / Võ Tòng sát tẩu                                                             |                                   | Võ Tòng                         |                                                     |
| 1982 | Perils of the Sentimental Swordsman/ Sở Lưu Hương đại náo Linh Sơn Trang                   |                                   | Sở Lưu Hương                    |                                                     |
| 1982 | Mercenaries from Hong Kong/ Lính đánh thuê Hồng Kông                                       |                                   | La Lực                          |                                                     |
| 1983 | The Hidden Power of the Dragon Sabre/ Ma điện đồ long                                      |                                   | General Tieh Zhen               |                                                     |
| 1983 | Roving Swordsman/ Đại hiệp Thẩm Thăng Y                                                    |                                   | Thẩm Thăng Y                    |                                                     |
| 1984 | A Friend from Inner Space                                                                  |                                   | Joe Weng                        |                                                     |
| 1984 | Destiny's Champion                                                                         |                                   | Benson Zhang                    |                                                     |
| 1984 | Ninja in the Deadly Trap                                                                   |                                   |                                 |                                                     |
| 1984 | Death Ring                                                                                 |                                   |                                 |                                                     |
| 1984 | Shanghai 13/ Thượng Hải Thập tam thái bảo                                                  |                                   | ông chủ Dock                    |                                                     |
| 1984 | Opium and the Kung-Fu Master/ Hồng Quyền đại sư                                            |                                   | Thiết Kiều Tam                  |                                                     |
| 1985 | The Master Strikes Back / Giáo đầu ra uy                                                   |                                   | Giáo đầu Đồng Thiết Tranh       |                                                     |
| 1986 | A Better Tomorrow / Anh hùng bản sắc                                                       |                                   | Tống Tử Hào                     |                                                     |
| 1986 | True Colours/Anh hùng chính chuyên                                                         |                                   | Hà Long                         |                                                     |
| 1986 | The Kinemn Bombs                                                                           |                                   |                                 |                                                     |
| 1987 | A Better Tomorrow 2 / Anh hùng bản sắc 2                                                   |                                   | Tống Tử Hào                     |                                                     |
| 1987 | The Legend of Wisley / Vệ Tư Lý truyền kỳ                                                  |                                   | Pak Kei-wai                     |                                                     |
| 1987 | May Jane                                                                                   |                                   | Chỉ huy                         |                                                     |
| 1987 | People's Hero / Anh hùng nhân dân                                                          |                                   | Cổ Hướng Dương                  |                                                     |
| 1988 | City War / Dũng khí môi hồng                                                               |                                   | Châu Cường                      |                                                     |
| 1988 | Tiger on Beat                                                                              |                                   | Long                            |                                                     |
| 1988 | Law or Justice?                                                                            |                                   | Long Phi                        |                                                     |
| 1988 | Love Me and my Dad                                                                         |                                   | Ken Chang                       |                                                     |
| 1989 | Just Heroes / Nghĩa đảm quần anh                                                           |                                   | Long                            | Khách mời                                           |
| 1989 | Run, Don't Walk/ Hổ xuất chuồng                                                            |                                   | Lạc Bối                         |                                                     |
| 1990 | The Killer's Blues/ Biên duyên tuế nguyệt                                                  |                                   | Vi Nhất Minh                    |                                                     |
| 1991 | The Banquet                                                                                |                                   | Đầu bếp                         | Khách mời                                           |
| 1993 | Blade Of Fury / Nhất đao khuynh thành                                                      |                                   | Đàm Tự Đồng                     |                                                     |
| 1993 | First Shot / Liêm chính đệ nhất kích                                                       |                                   | Vương Nhất Xung                 |                                                     |
| 1993 | A Warrior's Tragedy / Biên thành lãng tử                                                   |                                   | Phó Hồng Tuyết                  |                                                     |
| 1993 | The Bare-Footed Kid / Tiểu tử chân không                                                   |                                   | Đoạn Thanh Vân                  |                                                     |
| 1994 | Drunken Master II / Túy quyền II                                                           |                                   | Hoàng Kỳ Anh                    |                                                     |
| 1999 | The Kid                                                                                    |                                   | Sếp Long                        |                                                     |
| 2000 | Clean My Name, Mr. Coroner!                                                                |                                   | Sếp CK Lau                      |                                                     |
| 2000 | High K                                                                                     |                                   | Zeng                            |                                                     |
| 2000 | Paramount Motel                                                                            |                                   | Master Sun                      |                                                     |
| 2001 | Mist in Judge                                                                              |                                   | Fung Ka-wai                     |                                                     |
| 2002 | Frugal Game                                                                                |                                   | Delon                           |                                                     |
| 2003 | Star Runner                                                                                |                                   | Anh Long                        |                                                     |
| 2003 | Gray                                                                                       |                                   |                                 |                                                     |
| 2005 | New Born                                                                                   |                                   |                                 |                                                     |
| 2005 | One Last Dance                                                                             |                                   | Đội trưởng                      | phim Singapore                                      |
| 2006 | Heavenly Mission                                                                           |                                   | Cho Hung                        |                                                     |
| 2006 | My Wife Is a Gangster 3 / Vợ tôi là gangster 3                                             |                                   | Boss Lam                        |                                                     |
| 2008 | Run Papa Run                                                                               |                                   | cha của Mabel                   |                                                     |
| 2008 | Three Kingdoms: Resurrection of the Dragon / Tam quốc chí: Rồng tái sinh                   |                                   | Quan Vũ                         |                                                     |
| 2008 | The Butterfly Lovers                                                                       |                                   | Zhu Gongyuan                    |                                                     |
| 2010 | The Jade and the Pearl                                                                     |                                   | Vua                             |                                                     |
| 2010 | The Warrior's Way                                                                          |                                   |                                 |                                                     |
| 2010 | Frozen                                                                                     |                                   | San                             |                                                     |
| 2013 | 7 Assassins                                                                                |                                   | Prefect Cheuk                   | khách mời, nhà sản xuất                             |
| 2015 | All You Need Is Love                                                                       |                                   | Cựu Đội trưởng                  |                                                     |
| 2015 | The Kid from the Big Apple / Tôi đến từ New York                                           |                                   | Lâm Xuân Căn                    |                                                     |
| 2017 | The Kid from the Big Apple II - Before We Forget / Tôi đến từ New York 2                   |                                   | Lâm Xuân Căn                    |                                                     |
| 2018 | Staycation/一家大晒/ Cả nhà phơi nắng                                                      |                                   |                                 |                                                     |

### Truyền hình
| Năm  | Đài truyền hình | Tựa phim                                                             | Vai diễn        | Ghi chú |
| ---- | --------------- | -------------------------------------------------------------------- | --------------- | ------- |
| 1995 | TVB             | Justice Pao / 包青天 / Bao Thanh Thiên                               | Bao Công        |         |
| 1996 | TVB             | ICAC Investigators 1996 (廉政行動1996)                               | Cheung Tin-yam  |         |
| 1995 |                 | Trung Nguyên kiếm khách (中原镖局)                                   | Triệu Thiên Hào |         |
| 1998 | TVB             | ICAC Investigators 1998 (廉政行動1998)                               | Cheung Tin-yam  |         |
| 2003 | Hunan TV        | My Fair Princess III / 還珠格格3之天上人間 / Hoàn châu cách cách III | Càn Long        |         |
| 2004 |                 | Trail of the Everlasting Hero (俠影仙蹤)                             | Wang Xizhi      |         |
| 2004 |                 | Warriors of the Yang Clan (楊門虎將) / Dương gia tướng               | Yang Ye         |         |
| 2010 |                 | Qin Xianglian (秦香蓮) / Tần Hương Liên                              | Bao Công        |         |
| 2010 | KBS             | The Fugitive: Plan B (도망자 플랜 B)                                 | General Wei     |         |
| 2013 |                 | Team of Sword (刀子队)                                               |                 |         |

## Giải thưởng
| Năm  | Giải thưởng / Sự kiện                            | Tựa phim                 | Vai diễn        | Hạng mục                                         |
| ---- | ------------------------------------------------ | ------------------------ | --------------- | ------------------------------------------------ |
| 1973 | Liên hoan phim Kim Mã lần thứ 11                 | Thích Mã                 | Mã Tân Di       | Giải thưởng đặc biệt cho màn trình diễn xuất sắc |
| 1973 | Liên hoan phim châu Á-Thái Bình Dương lần thứ 19 | Thích Mã                 | Mã Tân Di       | Diễn xuất đặc biệt                               |
| 1975 | Liên hoan phim châu Á-Thái Bình Dương lần thứ 21 | Khuynh quốc khuynh thành | Vua Quang Tự    | Diễn viên mới xuất sắc                           |
| 1979 | Liên hoan phim châu Á-Thái Bình Dương lần thứ 25 | Lãnh huyết thập tam ưng  | Thích Minh Tinh | Nam diễn viên chính xuất sắc nhất (Ảnh đế)       |
| 1986 | Liên hoan phim Kim Mã lần thứ 23                 | Anh hùng bản sắc         | Tống Tử Hào     | Nam diễn viên chính xuất sắc nhất (Ảnh đế)       |
| 2000 | Liên hoan phim Kim Tượng lần thứ 19              | The Kid                  | Sếp Long        | Nam diễn viên phụ xuất sắc nhất                  |
| 2007 | Giải thưởng Kim Tử Kinh                          |                          |                 | Thành tựu trọn đời                               |
| 2015 | Liên hoan phim quốc tế Macau lần thứ 7           | Tôi đến từ New York      | Lâm Xuân Căn    | Nam diễn viên chính xuất sắc nhất (Ảnh đế)       |
| 2017 | PIFFA (Liên hoan phim quốc tế Profima)           |                          |                 | Thành tựu trọn đời                               |